# Muhammad Asad Malik
Muhammad Asad Malik (ur. 30 października 1941 w Śekhupurze, zm. 27 lipca 2020 w Sharaqpurze) – pakistański hokeista na trawie, wielokrotny medalista olimpijski.
Grał jako napastnik. Trzykrotnie uczestniczył w letnich igrzyskach olimpijskich (IO 1964, IO 1968, IO 1972), zdobywając tytuł mistrza olimpijskiego w 1968 roku, oraz wicemistrza w latach 1964 i 1972. Wystąpił łącznie w 25 olimpijskich spotkaniach, w których zdobył osiem bramek.
W latach 1961–1972 rozegrał w drużynie narodowej 121 spotkań, strzelając 41 goli. Zdobył złoty medal Igrzysk Azjatyckich 1970. Zginął w wypadku samochodowym.